# たそがれマイ・ラブ
「たそがれマイ・ラブ」は、1978年8月5日に日本フォノグラム（現：ユニバーサル ミュージック ジャパン）より発売された大橋純子の10枚目のシングルである。

## 解説
TBSテレビで1978年8月21日放映の3時間ドラマ「獅子のごとく」の主題歌に採用される。
1978年1月19日放映開始の「ザ・ベストテン」にも、同曲の10位内のランクインで大橋自身初出演を果たした（大橋の次回同番組での登場曲は1982年4月の「シルエット・ロマンス」）。
後年「シンプル・ラブ」とのカップリングで、数回にわたり再発売された。（EP、CD）

## 収録曲
1. たそがれマイ・ラブ / 大橋純子
  - 作詞：阿久悠、作曲・編曲：筒美京平
2. ラブ・マシーン / 大橋純子＆美乃家セントラル・ステイション
  - 作詞：松本隆、作曲・編曲：佐藤健

## カバー
たそがれマイ・ラブ
- チェリッシュ（1979年） - アルバム『夢想花』収録。
- 研ナオコ（1979年） - アルバム『NAOKO VS AKU YU』収録。
- 香坂みゆき（1991年） - アルバム『CANTOS2』収録。
- ヘレン・シャピロ（1991年） - アルバム『会いたい』収録。曲名『THE TWILIGHT ZONE』で英語カバー。
- 坂本冬美（1995年） - アルバム『冬美・いい歌みィつけた!〜阿久悠と黄金の'70年代』収録。
- 知念里奈（1997年） - アルバム『VELFARRE J-POP NIGHT presents DANCE with YOU』収録。
- 嶋野百恵（1999年） - アルバム『5.3.1.』収録。
- 奥村愛子（2005年） - シングル「冬の光」収録。
- 稲垣潤一（2005年） - アルバム『Unchained Melody』収録。
- 徳永英明（2007年） - アルバム『筒美京平 トリビュート the popular music』収録。
- 田中美百（2007年） - アルバム『ナルシスト』収録。
- 西山ひとみ（2008年） - アルバム『第二章 旅のはじまり』収録。
- 中西圭三（2008年） - アルバム『歌鬼 (Ga-Ki) 〜阿久悠トリビュート〜』収録。
- 工藤D大輔（2008年） - アルバム『We Style '76-'80 ジーンズとスニーカー』収録。
- あさみちゆき（2009年） - アルバム『あさみのうたV』収録。
- R40（2009年） - アルバム『君が眠ったあとに』収録。
- ジェロ（2011年） - アルバム『COVERS4』収録。
- 松本明子（2013年） - アルバム『くとうてん』収録。
- 小野リサ（2014年） - アルバム『Japão3』収録。
- 森川七月（2016年） - アルバム『「J」〜Sentimental Cover〜』収録。
- The Coconut Cups（2016年） - アルバム『Romantic Memories』収録。
- 北原ミレイ（2017年） - アルバム『北原ミレイ〜阿久悠作品を歌う』収録。
- 雨宮天（2021年） - アルバム『COVERS -Sora Amamiya favorite songs-』に収録[3]。
- おかゆ（2021年） - アルバム『おかゆウタ ～カバーソングス～』に収録。
- 小片リサ（2021年） - アルバム『bon voyage!〜 risa covers 〜』に収録。
- JUJU（2023年）- カバーアルバム『スナックJUJU ～夜のRequest～『帰ってきたママ』』に収録[4]。